# 이효봉
이효봉(李曉奉, 1963년 1월 26일 ~ )은 전 KBO 리그 빙그레 이글스의 투수이자, 현재 IB 스포츠의 야구 해설위원인데 경북고 대구상고의 치열한 스카우트 경쟁을 뿌리치고 아버지(故 이성규 전 MBC 해설위원)의 모교인 대전고로 진로를 결정했지만 그 당시 중학교 졸업생이 해당지역 외 고등학교로 진학할 수 없다는 규정에 걸려 고등학교 진학 후 1년을 유급했다. 

## 선수 시절

### 상무 야구단시절
1986년에 입단하였다.

## 빙그레 이글스시절
1986년 신인 드래프트에서 빙그레 이글스의 1차 지명을 받았으나 1989년에 입단하였다. 이후 잦은 부상으로 재활하다가, 1990년 7경기에 나와 평균 자책점 4.22를 기록하고 현역에서 곧바로 은퇴했다.

## 야구선수 은퇴 후
은퇴한 후 그는 주로 해설가로 활동하며 널리 알려졌다. 주간야구 기자와 한국 스포츠 TV(현 SBS 스포츠) 해설위원, LG 트윈스의 스카우트를 역임했으며 한국 스포츠 TV(뒷날 SBS 스포츠) 시절에는 원래 경력직 방송기자였으나 1998년 MBC 라디오 해설(주 1회)과 병행하여 맡아 온  김소식 위원이 1999년 SBS로 이적하자 이 해부터 해설위원으로 변신했다. 2008년 KBS N 스포츠, 2009년 CJ E&M 계열 스포츠 채널이었던 Xports의 해설위원으로 활동했고, Xports가 폐국한 이후 자리를 옮겨 2010년부터 2년 간 MBC 스포츠+, MBC 라이프의 해설가로 활동했다. CJ E&M이 다시 프로야구 중계권을 획득한 이후 재영입되어 2012년부터 2014년까지 XTM, 2015년부터 XTM 대신 중계권을 획득한 SKY Sports의 해설 위원으로 활동했다. 부친은 MBC 아나운서이면서 야구 해설가인 故 이성규이며, 국내에서 유일하게 부자가 야구 해설가이며, 스포츠 케이블 6개 채널을 해설한 야구 해설가이다.

## 참조
1. ↑  김대호 편집국장 (2013년 10월 18일). “[안녕! Mr. 전설] 이상군, `선동열이 어디 선수지?`”. MK스포츠. 2022년 4월 21일에 확인함.
2. ↑  이재국 (2010년 4월 16일). “[테마베이스볼] “첫 중계 정말 편해” “자네 부친은 속사포””. 동아일보. 2022년 4월 21일에 확인함.
3. ↑  “전 OB베어스 스카우트 구경백씨 해설가 데뷔”. 조선일보. 1998년 4월 6일. 2022년 4월 21일에 확인함.
4. ↑  “[[테마베이스볼]] “첫 중계 정말 편해” “자네 부친은 속사포””. 2013년 12월 3일에 원본 문서에서 보존된 문서. 2011년 2월 15일에 확인함.